# 宁波南部商务区

宁波南部商务区标志

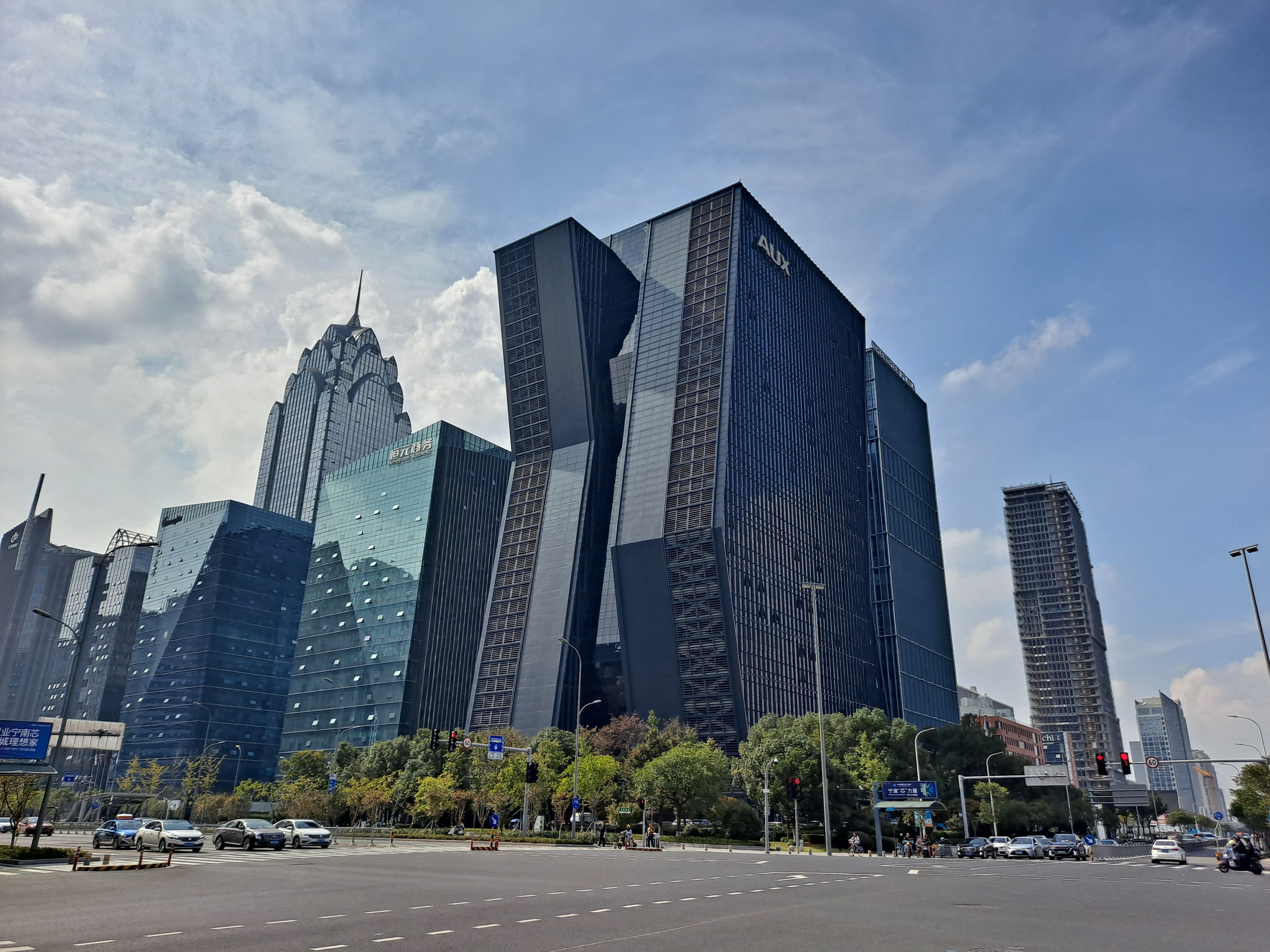
宁波南部商务区

宁波南部商务区是浙江省宁波市的一处中央商务区，位于鄞州区南部，北至鄞州公园、南至鄞州大道、西至宁南南路、东至前河南路，总规划面积790亩，总建筑面积240万平方米，南部商务区规划由清华大学城市规划设计研究院设计，美国马达思班建筑事务所设计总监马清运深化设计，总体规模参照日本新宿CBD。于2006年12月28日开工，2010年11月16日启用。

## 建筑

### 楼房

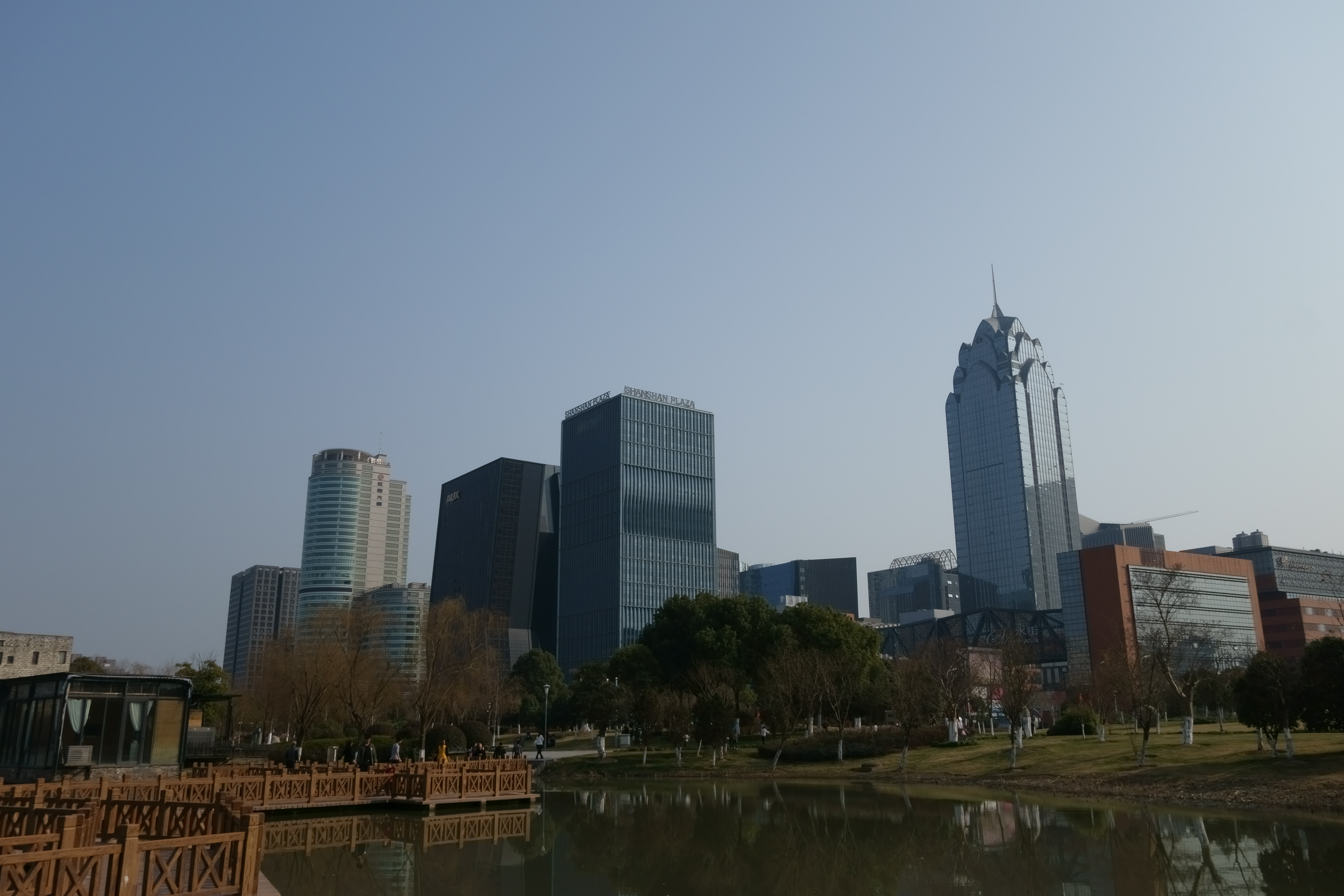
宁波南部商务区一期建筑群，最高建筑为商会·国贸中心

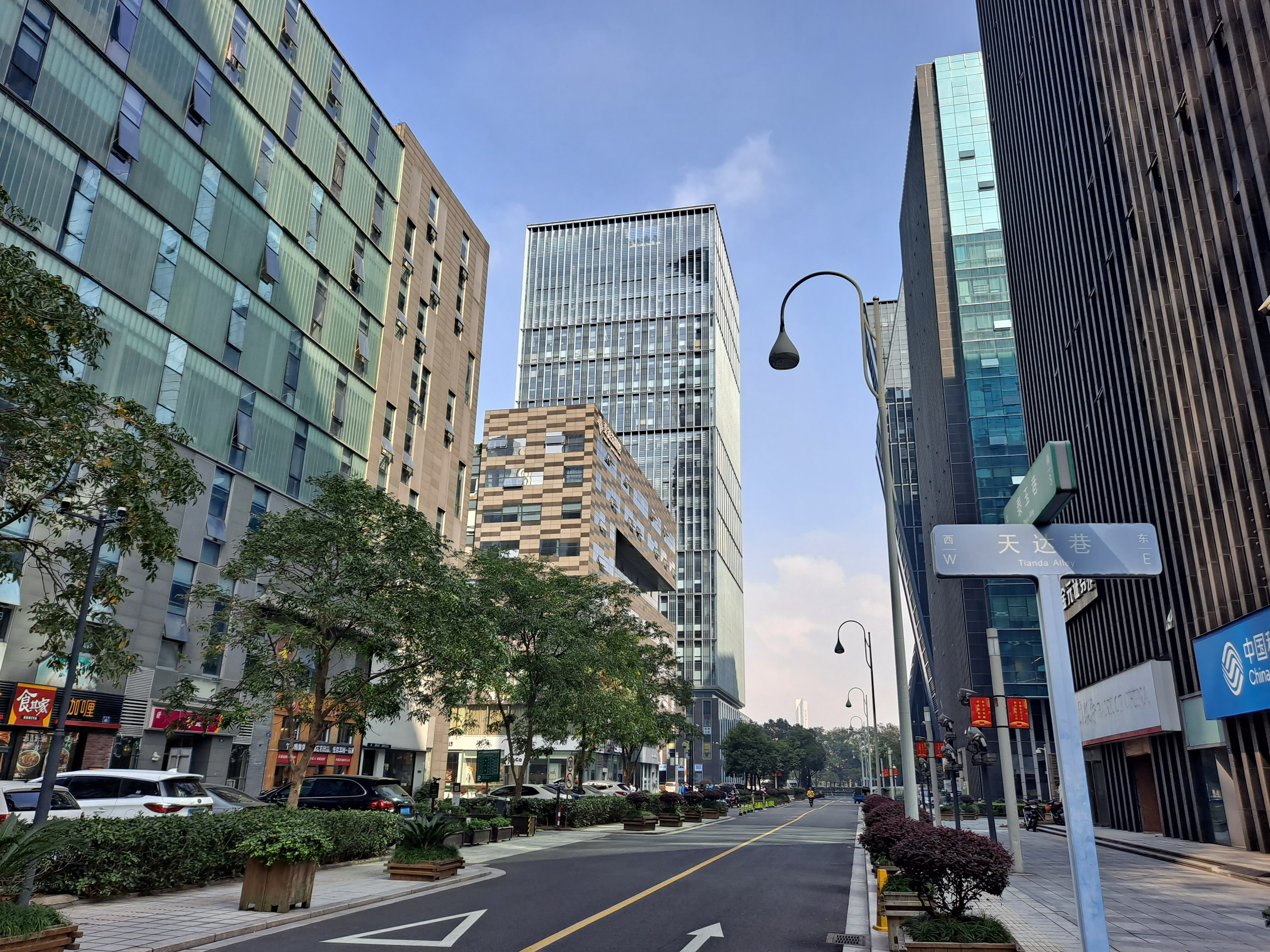
宁波南部商务区

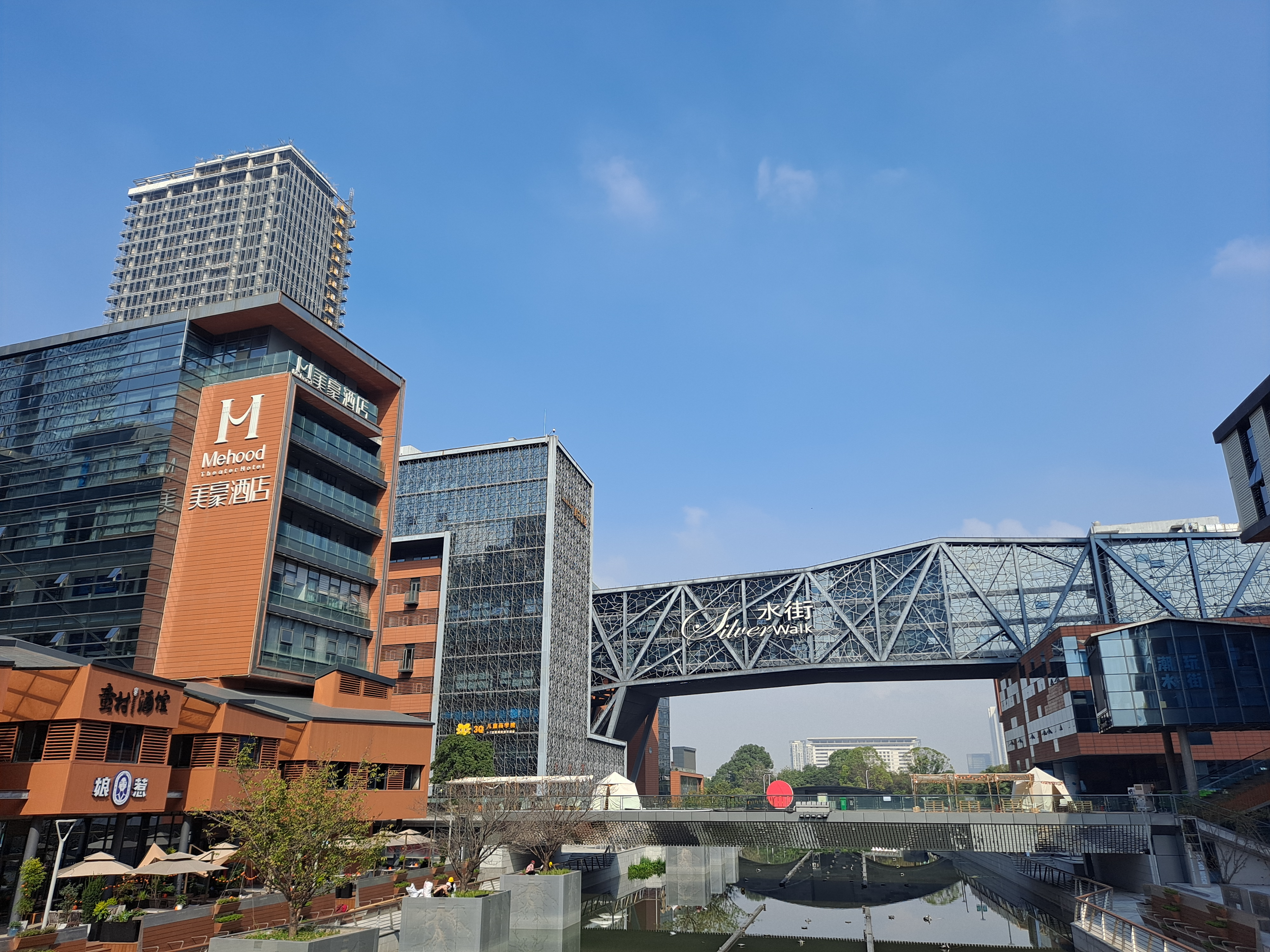
宁波南部商务区

宁波南部商务区一期规划建设38幢、二期规划建设17幢大楼，其中，商会·国贸中心高228米，是宁波市当时已建成的最高楼房，以下为宁波南部商务区部分高层楼房列表：
| 建筑名称            | 高度（米） | 楼层（地上） | 状态       |
| ------------------- | ---------- | ------------ | ---------- |
| 宁波商会大厦        | 228        | 46           | 已投入使用 |
| 红巨大厦            | 142.7      | 36           | 已投入使用 |
| 宁波鸿安大厦        |            | 27           | 已投入使用 |
| 中基·第一国际       | 123        | 27           | 已投入使用 |
| 杉杉国际商务大厦    | 110        | 28           | 已投入使用 |
| 奥克斯中央大厦      |            | 26           | 已投入使用 |
| 华茂·总部壹号       | 99         | 26           | 已投入使用 |
| 奥丽赛·豪如国际大厦 | 100        | 25           | 已投入使用 |
| 博纳国际大厦        | 97         | 26           | 已投入使用 |
| 国骅商务大厦        | 99         | 26           | 已投入使用 |

### 水街

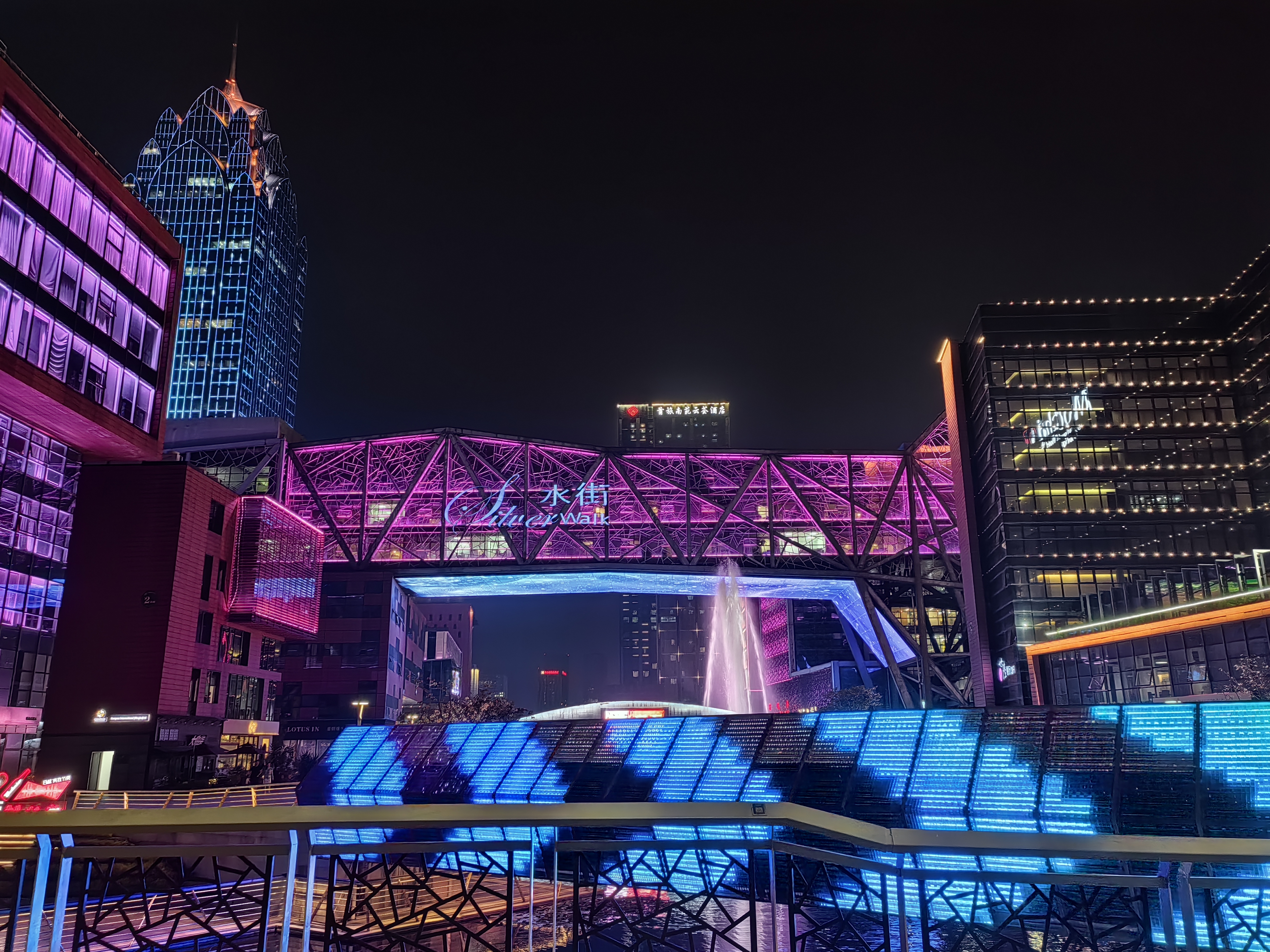
水街

水街是宁波南部商务区的配套项目，位于南部商务区1号地块，集特色餐饮、休闲娱乐、酒店商务、时尚文化于一体，全长1300米，分为水街西区、水街东区、水街下沉式商业广场，两岸拥有4幢单体建筑，商业面积8.3万平方米。

## 交通
宁波轨道交通3号线、宁波轨道交通8号线穿过宁波南部商务区，设有南部商务区站。